# Verano azul
Verano azul és una sèrie de televisió espanyola produïda el 1981 i dirigida per Antonio Mercero amb música de Carmelo Bernaola. Va ser rodada durant 16 mesos, entre finals d'agost de 1979 i desembre de 1980, a la localitat malaguenya de Nerja. L'emissió original va tenir lloc a la primera cadena de RTVE entre l'11 d'octubre de 1981 i el 14 de febrer de 1982 a les tardes del diumenge. Consta de 19 episodis d'aproximadament una hora de durada cadascun.
Quan va ser emesa, a l'Estat hi havia només una televisió pública, TVE, amb dues emissores, totes dues oficials i en castellà. És una de les primeres sèries que dona una imatge de l'Espanya immediatament posterior a la Transició (1975-1978), a la qual les generacions joves representen l'obertura a un món més igualitari i utòpic, mentre els adults representen una Espanya tradicional. S'hi tractaven, per la primera vegada a la pantalla domèstica, temes fins aleshores prohibits per la censura nacionalcatòlica com, entre d'altres, el divorci, la regla,o les famílies de mare soltera, junt amb la mort, l'adolescència i les aventures amoroses, presentades de manera sovint considerada melodramàtica i pedagògica, però se la té com una sèrie que va formar i influir tota una generació als anys vuitanta del segle xx. Va tenir molt d'èxit i es va tornar a emetre deu vegades; la darrera vegada, l'any 2014. La sèrie queda considerada com una de les produccions mítiques de la televisió espanyola moderna, tot i tenir un llenguatge televisiu força moralista i vintage i un ritme narratiu molt més lent que el de les produccions televisives del segle xxi. Tractava temes prou universals per ser comprada per emissores de molts països.

## Argument
Relata les aventures de diversos amics, nens i adolescents, de vacances d'estiu en una localitat de la Costa del Sol andalusa. Encara que mai es nomena aquesta localitat a la sèrie, es tracta de Nerja (Màlaga). Tracta de les aventures d'una colla composta per cinc nois i dues noies de diferents edats, entre els vuit i disset anys, aproximadament, i dos adults amics seus: una pintora i un mariner retirat. En la seva banda sonora es recuperen cançons com No nos moverán de Joan Baez o Amor de verano del Duo Dinámico que tornen a adquirir popularitat entre el públic més jove a Espanya.

## Personatges
Principals
- Chanquete (Antonio Ferrandis), vell mariner que viu a La Dorada 1ª, un vaixell de pesca habilitat com a casa de terra. Mor al penúltim capítol.
- Tito (Miguel Joven), és el més petit de la colla. L'actor que li va donar vida, Miguel Joven, tenia només sis anys i mig quan va començar el rodatge. Company de Piraña i germà de Bea.
- Bea (Pilar Torres), germana de Tito, és la guapa del grup, el amor de la qual es disputen Javi i Pancho.
- Javi (Juan José Artero) és el líder de la colla. Orgullós i independent, xoca sovint amb el seu pare, defensor de la mà dura i dels vells valors.
- Pancho García ( José Luis Fernández) és el repartidor d'una botiga d'alimentació regentada pels seus oncles, amb qui viu.
- Piraña (Miguel Ángel Valero) es diu en realitat Manolito, però li diuen d'aquesta manera a causa de la seva voracitat. És enginyós i culte, i company habitual de Tito.
- Quique (Gerardo Garrido), és el millor amic de Javi, situat entre els dos nois més grans i els dos petits, és un personatge una mica desdibuixat.
- Desi (Cristina Torres), és la noia lletja, inseparable amiga de Bea i filla de pares divorciats, el que en aquella època era tota una novetat: és comentari habitual entre els pares dels altres nois.
- Julia (Maria Garralón) és una pintora solitària de vacances al poble. En un dels capítols es revela que la seva soledat és perquè dos anys abans de l'estiu que retrata la sèrie va perdre el seu marit (Carlos) i la seva filla (Esther) en un accident de trànsit.

Secundaris
- Agustín (Manuel Tejada), pare de Bea i Tito, home tranquil i sempre obert al diàleg amb els seus fills.
- Carmen (Elisa Montés), mare de Bea i Tito.
- Javier (Manuel Gallardo), pare de Javi, home autoritari a qui li importen molt els negocis.
- Luisa (Helga Line), mare de Javi.
- Nati (Ofelia Angélica), mare de Piraña.
- Cosme (Manuel Brieva), pare de Piraña.
- Frasco (Fernando Sánchez Polack), propietari del bar on sol anar Chanquete a jugar al dòmino i un dels seus millors amics.
- Epifanio (Roberto Camardiel), alcalde del poble.
- Floro (Lorenzo Ramírez), agent de policia del poble.
- Mercedes (Concha de Leza), mare de Quique.
- Enrique (Fernando Hilbeck), pare de Quique.
- Pilar (Concha Cuetos), mare de Desi, que està separada de Jorge, el seu marit.
- Mari Luz (Esther Gala), tia de Desi, que viu amb la seva germana Pilar i la seva neboda. No suporta el seu cunyat.

## Episodis

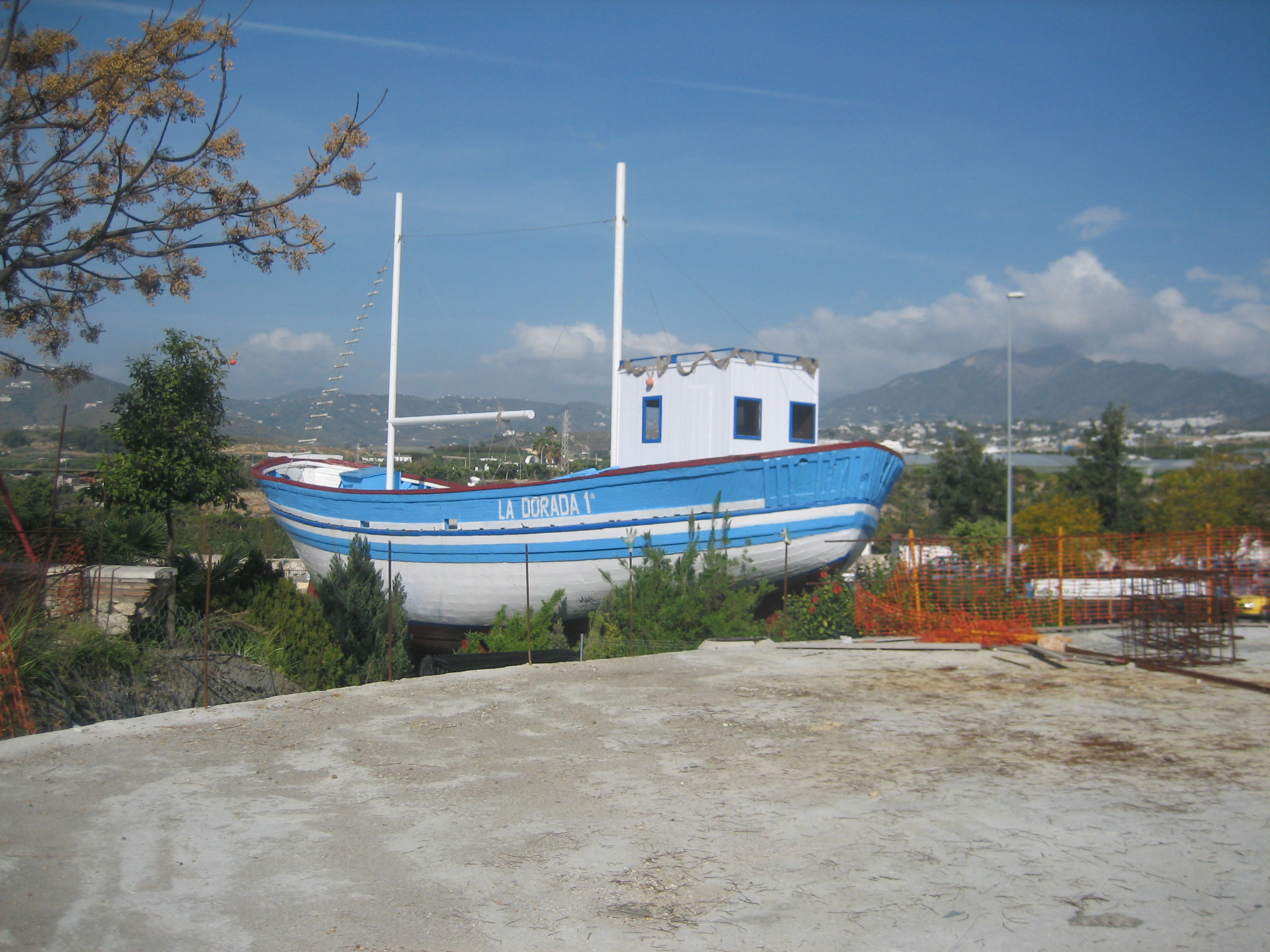
La Dorada: el vaixell de Chanquete

1. El encuentro
2. No matéis mi planeta, por favor
3. Pancho Panza
4. Eva
5. A lo mejor
6. La sonrisa del arco iris
7. Beatriz, Mon amour
8. El visitante
9. La burbuja
10. La cueva del Gato Verde
11. Las botellas
12. La bofetada
13. La navaja
14. La última función
15. El ídolo
16. El guateque de papá
17. No nos moverán
18. Algo se muere en el alma
19. El final del verano